# Vacuna neumocócica de polisacáridos
La vacuna neumocócica de polisacáridos, vendida bajo la marca Pneumovax 23, es una vacuna neumocócica que se utiliza para la prevención de la enfermedad neumocócica causada por los 23 serotipos de Streptococcus pneumoniae contenidos en la vacuna como polisacáridos capsulares.  Se administra mediante inyección intramuscular o subcutánea. 
Los antígenos polisacáridos se utilizaron para inducir anticuerpos específicos del tipo que potenciaban la opsonización, la fagocitosis y la eliminación de las bacterias Streptococcus pneumoniae (neumocócicas) por las células inmunitarias fagocíticas. La vacuna antineumocócica de polisacáridos se utiliza ampliamente en adultos de alto riesgo.
Utilizada por primera vez en 1945, la vacuna tetravalente no se distribuyó ampliamente, ya que su despliegue coincidió con el descubrimiento de la penicilina. En la década de 1970, Robert Austrian defendió la fabricación y distribución de una vacuna antineumocócica polisacárida 14-valente que evolucionó en 1983 a una formulación 23-valente (PPSV23). Un avance significativo que afectó a la carga de la enfermedad neumocócica fue la autorización de una vacuna heptavalente conjugada con proteínas (PCV7) a partir de febrero de 2000.

## Usos médicos
En Estados Unidos, la vacuna antineumocócica polivalente está indicada para la inmunización activa para la prevención de la enfermedad neumocócica causada por los 23 serotipos contenidos en la vacuna (1, 2, 3, 4, 5, 6B, 7F, 8, 9N, 9V, 10A, 11A, 12F, 14, 15B, 17F, 18C, 19F, 19A, 20, 22F, 23F y 33F). Su uso está aprobado en personas de 50 años o más y en personas de dos años o más que presenten un mayor riesgo de enfermedad neumocócica. Las recomendaciones de la Organización Mundial de la Salud (OMS) son similares. La OMS no recomienda el uso de la vacuna antineumocócica polisacárida en los programas rutinarios de inmunización infantil. Las recomendaciones en el Reino Unido son similares, pero incluyen a las personas con riesgos laborales.
La vacuna neumocócica puede ser beneficiosa para controlar las exacerbaciones de la enfermedad pulmonar obstructiva crónica (EPOC).
La vacuna antineumocócica polisacárida es importante para las personas con VIH/SIDA. En pacientes canadienses infectados por el VIH, se ha informado de que la vacuna disminuye la incidencia de enfermedad neumocócica invasiva de 768 por 100.000 personas-año a 244 por 100.000 pacientes-año.  Debido al bajo nivel de pruebas de los beneficios, las directrices de la OMS de 2008 no recomiendan la inmunización sistemática con la PPV-23 para los pacientes con VIH, y sugiere prevenir la enfermedad neumocócica indirectamente con quimioprofilaxis con trimetoprim-sulfametoxazol y antirretrovirales. Mientras que los Centros para el Control y la Prevención de Enfermedades (CDC) de EE. UU. recomiendan la inmunización en todos los pacientes infectados por el VIH.

## Reacciones adversas
Las reacciones adversas más frecuentes (notificadas en más del 10% de los sujetos vacunados con la vacuna antineumocócica de polisacáridos en los ensayos clínicos) fueron: dolor, molestia o sensibilidad en el lugar de la inyección (60,0%), hinchazón en el lugar de la inyección o engrosamiento o endurecimiento temporal de la piel (20,3%), dolor de cabeza (17,6%), enrojecimiento en el lugar de la inyección (16,4%), debilidad y fatiga (13,2%) y dolor muscular (11,9%). 

## Calendario de vacunación

### Adultos y niños mayores de dos años.
La vacuna 23-valente (por ejemplo, Pneumovax 23) es eficaz contra 23 tipos capsulares de neumococo diferentes (serotipos 1, 2, 3, 4, 5, 6B, 7F, 8, 9N, 9V, 10A, 11A, 12F, 14, 15B, 17F, 18C, 19A, 19F, 20, 22F, 23F y 33F), por lo que cubre el 90% de los tipos presentes en las  infecciones neumocócicas del torrente sanguíneo. 

### Niños pequeños
Los niños menores de dos años no consiguen una respuesta adecuada a la vacuna adulta 23-valente, y en su lugar se utiliza una vacuna antineumocócica conjugada 13-valente (PCV13; por ejemplo, Prevnar 13). La PCV13 sustituyó a la PCV7, añadiendo seis nuevos serotipos a la vacuna. Aunque sólo cubre trece cepas de un total de más de noventa, estas trece cepas causaban entre el 80% y el 90% de los casos de enfermedad neumocócica grave en EE. UU. antes de la introducción de la vacuna, y se considera que tiene una eficacia de casi el 100% contra estas cepas. 
Grupos de riesgo especiales
Los niños con riesgo especial (p. ej., anemia falciforme y aquellos sin bazo funcional) requieren protección adicional utilizando la PCV13, y la más extensa PPSV-23 administrada después del segundo año de vida o dos meses después de la dosis de PCV13:
| Edad    | 2 a 6 meses                                                              | 7 a 11 meses                                                             | 12 a 23 meses                                                            |
| PCV13   | 3 × dosis mensual                                                        | 2 × dosis mensual                                                        | 2 dosis, con 2 meses de diferencia                                       |
| PCV13   | Dosis adicional en el segundo año de vida.                               |                                                                          | 2 dosis, con 2 meses de diferencia                                       |
| PPSV-23 | Dosis única después del segundo año de vida, 2 meses después de la PCV13 | Dosis única después del segundo año de vida, 2 meses después de la PCV13 | Dosis única después del segundo año de vida, 2 meses después de la PCV13 |

## Otras lecturas
- Moberley S, Holden J, Tatham DP, Andrews RM (2013). «Vaccines for preventing pneumococcal infection in adults». Cochrane Database Syst Rev 1 (1): CD000422. PMC 7045867. PMID 23440780. doi:10.1002/14651858.CD000422.pub3.
- ((World Health Organization)) (September 2009). The immunological basis for immunization series: module 12: pneumococcal vaccines. World Health Organization (WHO). ISBN 9789241598217. hdl:10665/44135.
- Ramsay M, ed. (January 2018). «Chapter 25: Pneumococcal». Immunisation against infectious disease. Public Health England.
- Hamborsky J, Kroger A, Wolfe S, ed. (2015). «Chapter 17: Pneumococcal Disease». Epidemiology and Prevention of Vaccine-Preventable Diseases (13th edición). Washington D.C.: U.S. Centers for Disease Control and Prevention (CDC). ISBN 978-0990449119.
- Roush SW, Baldy LM, Hall MA, ed. (9 de enero de 2020). «Chapter 11: Pneumococcal». Manual for the surveillance of vaccine-preventable diseases. Atlanta GA: Centers for Disease Control and Prevention (CDC).
- ((World Health Organization)) (2008). «23-valent pneumococcal polysaccharide vaccine : WHO position paper». Wkly. Epidemiol. Rec. 83 (42): 373-84. PMID 18927997. hdl:10665/241217.